# Alla Ghilenko
Alla Ghilenko est une biathlète ukrainienne, devenue moldave, née le 12 juin 1992 à Varva.

## Biographie
Elle fait ses débuts internationaux en 2012, aux Championnats du monde junior à Kontiolahti, pour gagner la médaille de bronze avec le relais ukrainien.
Aux Championnats du monde de ski nordique 2017, elle se classe 64e du sprint libre à Lahti en ski de fond.

## Palmarès en biathlon

### Jeux olympiques
| Édition \ Épreuve | Individuel | Sprint | Poursuite | Mass start | Relais | Relais mixte |
| ----------------- | ---------- | ------ | --------- | ---------- | ------ | ------------ |
| Pékin 2022        | 72e        | 86e    | —         | —          | —      | —            |

Légende : 
- — : non disputée par Ghilenko

### Championnats du monde
| Mondiaux / Épreuve | Individuel | Sprint | Poursuite | Départ en masse | Relais | Relais mixte | Relais simple mixte              |
| 2017 Hochfilzen    | 99e        | 98e    | —         | —               | —      | —            | Épreuve inexistante à cette date |
| 2019 Östersund     | DNS        | 84e    | —         | —               | —      | —            | 21e                              |
| 2020 Antholz       | 80e        | 86e    | —         | —               | —      | —            | —                                |
| 2021 Pokljuka      | Abandon    | 43e    | 57e       | —               | —      | 22e          | 27e                              |
| 2023 Oberhof       | DNS        | 77e    | —         | —               | —      | 23e          | —                                |
| 2024 Nové Město    | 88e        | 72e    | —         | —               | —      | 18e          | 19e                              |
| 2025 Lenzerheide   | DNF        | 90e    | —         |                 |        | —            |                                  |

### Coupe du monde
Meilleure place : 37e.

Trois fois dans les points au cours de sa carrière (saison 2021-2021: 90e au classement général).

### Championnats d'Europe junior
- Médaille de bronze du relais mixte en 2013 (Ukraine).

### Championnats du monde junior
- Médaille d'argent du relais en 2013 (Ukraine).
- Médaille de bronze du relais en 2012 (Ukraine).